# Dohoda o ochraně albatrosů a buřňáků
Dohoda o ochraně albatrosů a buřňáků (v originále The Agreement on the Conservation of Albatrosses and Petrels, zkráceně ACAP) je mezinárodní dohoda podepsaná v roce 2001 a platná od 1. února 2004. 
Cílem dohody je zastavit úbytek albatrosů a buřňáků na jižní polokouli. Tito mořští ptáci jsou ohroženi především nepůvodními druhy, znečištěním a komerčním rybolovem (ptáci představují časté vedlejší úlovky tažných sítí). Dohoda zavazuje signatářské státy podniknout aktivní kroky k redukci počtu chycených albatrosů a buřňáků coby vedlejších úlovků; dále k ochraně pářících kolonií; a kontrole a odstranění introdukovaných druhů z kolonií, kde tito ptáci hnízdí.
Dohodu zastupuje organizace stejnojmenného názvu, jejíž sekretariát je v Hobartu, hlavním městě australské Tasmánie. Součástí ACAP je i taxonomická pracovní skupina, která se snaží o vyjasnění taxonomických vztahů mezi albatrosy a buřňáky.
V roce 2020 ACAP zavedla historicky první Světový den albatrosů, který připadá každoročně na 19. června. Cílem tohoto dne je šířit povědomí o potřebě ochrany těchto ptáků.

## Členové dohody
Dohodu podepsali zástupci následujících 13 zemí:
- Argentina
- Austrálie
- Brazílie
- Chile
- Ekvádor
- Francie
- Jižní Afrika
- Norsko
- Nový Zéland
- Peru
- Spojené království
- Španělsko
- Uruguay